# Boset-Beriča
Boset-Beriča (italský název Boseti) je název stratovulkanického komplexu, sestávajícího ze dvou vulkánů Boset Terara (italsky Boseti-Gudda) a Beriča Terara (Boseti-Bariccia), jejichž erupční činnost je vzájemně ovlivňována. Komplex se nachází v centrální Etiopii, přibližně 100 km jihovýchodně od hlavního města Addis Abeba.
V počátečním stádiu aktivity komplexu převažovaly erupce Čedičově-trachytických láv, po kterém následovaly explozivní erupce ryolitů a pozdější zformování kaldery. Postkalderové stádium aktivity přineslo produkci obsidiánových lávových dómů a přidružených lávových proudů, které zcela destruovaly kalderu. Zbytky jejích stěn se dají najít na severozápadním svahu sopky.